# 内尔松·洛约拉
内尔松·洛约拉（西班牙語：Nelson Loyola，1968年8月3日—），古巴男子击剑运动员。他曾代表古巴参加2000年夏季奥林匹克运动会击剑比赛，获得男子团体重剑铜牌。他也曾参加2003年泛美运动会。儿子内塞尔·洛约拉同样是击剑运动员。